# Hugh McClung
Hugh McClung, o Hugh C. McClung (Brenham, 16 dicembre 1874 – Los Angeles, 5 gennaio 1946), è stato un direttore della fotografia e regista statunitense.

## Filmografia

### Direttore della fotografia
- A Man and His Mate, regia di John G. Adolfi (1915)
- A Child of God, regia di John G. Adolfi (1915)
- Our Wonderful Schools, regia di Rob Wagner - documentario, cortometraggio (1915)
- Il giglio e la rosa (The Lily and the Rose), regia di Paul Powell (1915)
- The Sable Lorcha, regia di Lloyd Ingraham (1915)
- Merely Mary Ann, regia di John G. Adolfi (1916)
- A Modern Thelma, regia di John G. Adolfi (1916)
- Caprice of the Mountains, regia di John G. Adolfi (1916)
- Little Miss Happiness, regia di John G. Adolfi (1916)
- Un moschettiere moderno (A Modern Musketeer), regia di Allan Dwan (1917)
- Douglas e gli avvoltoi del Sud (Headin' South), regia di Allan Dwan (1918)
- Ci penso io! (Mr. Fix-It), regia di Allan Dwan (1918)
- Dite un po' giovinotto! (Say! Young Fellow), regia di Joseph Henabery (1918)
- Avventura marocchina di Douglas (Bound in Morocco), regia di Allan Dwan (1918)[1][2]
- Mickey, regia di James Young e F. Richard Jones (1918)
- Sette giorni di gioia (He Comes Up Smiling), regia di Allan Dwan (1918)
- One Hundred Percent American, regia di Arthur Rosson - cortometraggio (1918)
- Il cavaliere dell'Arizona (Arizona), regia di Douglas Fairbanks e, non accreditato, Albert Parker (1918)
- Douglas l'avventuriero dilettante (The Knickerbocker Buckaroo), regia di Albert Parker (1919)
- Overland Red, regia di Lynn Reynolds (1920)
- Bullet Proof, regia di Lynn Reynolds (1920)
- Fickle Women, regia di Fred J. Butler, Hugh McClung (1920)

### Regista
- Smiling All the Way, co-regia di Fred J. Butler (1920)
- Fickle Women, co-regia di Fred J. Butler (1920)
- Girls Don't Gamble, co-regia di Fred J. Butler (1920)
- Just Like a Woman, co-regia di Scott R. Beal (1923)